# Doble Bragado de 2004
La 69ª edición de la Doble Bragado se disputó desde el 26 de enero hasta el 1 de febrero de 2004, constó de 7 etapas de las cuales una fue contrarreloj individual con una distancia total acumulada de 1.085,9 kilómetros.
El ganador fue Alejandro "Ñoqui" González del equipo Factory Emparedados, fue escoltado en el podio por uruguayo Luis Alberto Martínez del equipo Municipalidad de 3 de Febrero y Claudio Flores del equipo Tubulares Monti.

## Ciclistas participantes
Participaron 86 ciclistas, distribuidos en 17 equipos integrados como máximo por 6 corredores cada uno. 84 eran argentinos y dos uruguayos. Finalizaron la carrera 69 ciclistas.

#### Equipos
| Supermercados Toledo | Tres de Febrero-D'Aye | Factory Emparedados | Cannondale-Lauro Chucri |
| - 1. Ángel Darío Colla - 2. Fernando Antongna - 3. Alfredo Palavecino - 4. Juan Gaspari                                                         | - 5. Damián Aguilar - 6. Daniel Pourtalet                                                                                             | - 7. Gustavo Artacho - 8. Gastón Corsaro - 9. Elvio Alborcen - 10. Adrián Gariboldi - 11. Sebastián Alexandre - 12. Alejandro Gonzalez | - 13. Mariano Salmon - 14. Gonzalo Garcia - 15. Jorge Trinajstic - 16. Claudio Arone - 17. Germán López - 18. Dario Piñeyro        |
| Teo Indumentaria | Club Ciclista Bragado | Municipalidad 3 de Febrero | Lauro-Chucri |
| - 19. Victor Hugo Matar - 20. José Alberto Barragán - 21. Martin Magne - 22. Emilio Osso - 23. Matias Stella - 24. Gastón Monico                | - 25. Juan Pablo Almirón - 26. Martin Sayal - 27. Marcelo Amendolia - 28. Maximiliano Brugnoli - 29. Matías Sasone - 30. Juan Ahumada | - 31. Daniel Capella - 32. Diego Simiani - 33. Matias Medici - 34. Facundo Bazzi - 35. Ariel Anacoreto - 36. Luis Alberto Martínez     | - 37. Edgardo Fourcade - 38. Pablo Gonzalez - 39. Leonardo Augusto - 40. Ariel Bravo - 41. Damián Romero - 42. Juan Carlos Manzano |
| Coach Argentina | Indumentaria Tramontana | Camaras Colla | Ciudad de Bragado |
| - 43. Victorio Marina - 44. Exequiel Romero - 45. Lucas Sebastián Haedo - 46. Federico Folgaran - 47. Maximiliano Richeze - 48. Roberto Richeze | - 49. Carlos Quiroga - 50. Alejandro Parraga - 51. Fernando Niel                                                                      | - 55. Daniel Mosler - 56. Sebastián Cancio - 57. Jorge Montenegro - 58. Aníbal Borrajo                                                 | - 59. Darío Oliva - 61. Aldo Esposito - 62. Fabián Millares - 63. Pablo Castro - 64. Pablo Brun                                    |
| Tubulares Monti A | Ciudad de 25 de Mayo | Ciudad de Pergamino | Tubulares Monti B |
| - 65. Sergio Guatto - 66. Martín Hernández | - 67. Mauricio Melo - 68. Franco Lopardo - 69. Marcial Cabrera - 70. José Romano - 71. José Tiberi - 72. Germán López                 | - 73. Álvaro Algiro - 74. Lucio Bagna - 75. Martín Selva - 76. Néstor Rivas - 77. Favio Cianci - 78. Diego Tamane                      | - 79. Claudio Flores - 80. Edy Cisneros - 81. Raúl Turano - 82. Cristian León - 83. Marcos Ferrari - 84. Adolfo Trabochi           |
| D'Aye-Tres de Febrero | | | |
| - 85. Miguel Direna - 86. Leonardo Ponce - 87. Catriel Ahumada - 88. Martín Estachioti - 89. Jeremias Rodríguez - 90. Diego Yucovyc             | | | |

## Etapas
| Etapa | Fecha        | Recorrido               | km        | Ganador               | Líder              |
| 1ª    | 26 de enero  | Caseros - Mercedes      | 124       | Alfredo Palavecino    | Alfredo Palavecino |
| 2ª    | 27 de enero  | Mercedes - Salto        | 154       | Maximiliano Richeze   | Alfredo Palavecino |
| 3ª    | 28 de enero  | Salto - Pergamino       | 171       | Alejandro González    | Alejandro González |
| 4ª    | 29 de enero  | Salto - 25 de Mayo      | 189       | Ángel Darío Colla     | Alejandro González |
| 5ª    | 30 de enero  | 25 de Mayo - Bragado    | 125       | Sebastián Cancio      | Alejandro González |
| 6ª A  | 31 de enero  | Bragado                 | 16,9(CRI) | Luis Alberto Martínez | Alejandro González |
| 6ª B  | 31 de enero  | Circuito en Bragado     | 110       | Ángel Darío Colla     | Alejandro González |
| 7ª    | 1 de febrero | Bragado - Pablo Podestá | 196       | Sebastián Cancio      | Alejandro González |

## Clasificación final
| Posición | Ciclista              | Equipo                     | Tiempo     |
| -------- | --------------------- | -------------------------- | ---------- |
|          | Alejandro González    | Factory Emparedados        | 24 h 9'53" |
| 2        | Luis Alberto Martínez | Municipalidad 3 de Febrero | + 19"      |
| 3        | Claudio Flores        | Tubulares Monti            | + 47"      |
| 4        | Daniel Capella        | Municipalidad 3 de Febrero | + 1'08"    |
| 5        | Elvio Alborzen        | Factory Emparedados        | + 1'10"    |
| 6        | Miguel Direna         | D'Aye-Tres de Febrero      | + 1'18"    |
| 7        | Alfredo Palavecino    | Supermercados Toledo       | + 1'28"    |
| 8        | Jorge Trinajstic      | Cannondale-Lauro Chukri    | + 1'31"    |
| 9        | Facundo Bazzi         | Municipalidad 3 de Febrero | + 1'34"    |
| 10       | Ángel Darío Colla     | Supermercados Toledo       | + 1'49"    |